# Poa calchaquiensis
Poa calchaquiensis är en gräsart som beskrevs av Eduard Hackel. Poa calchaquiensis ingår i släktet gröen, och familjen gräs. Inga underarter finns listade i Catalogue of Life.